# Verkehrsverbund Pforzheim-Enzkreis

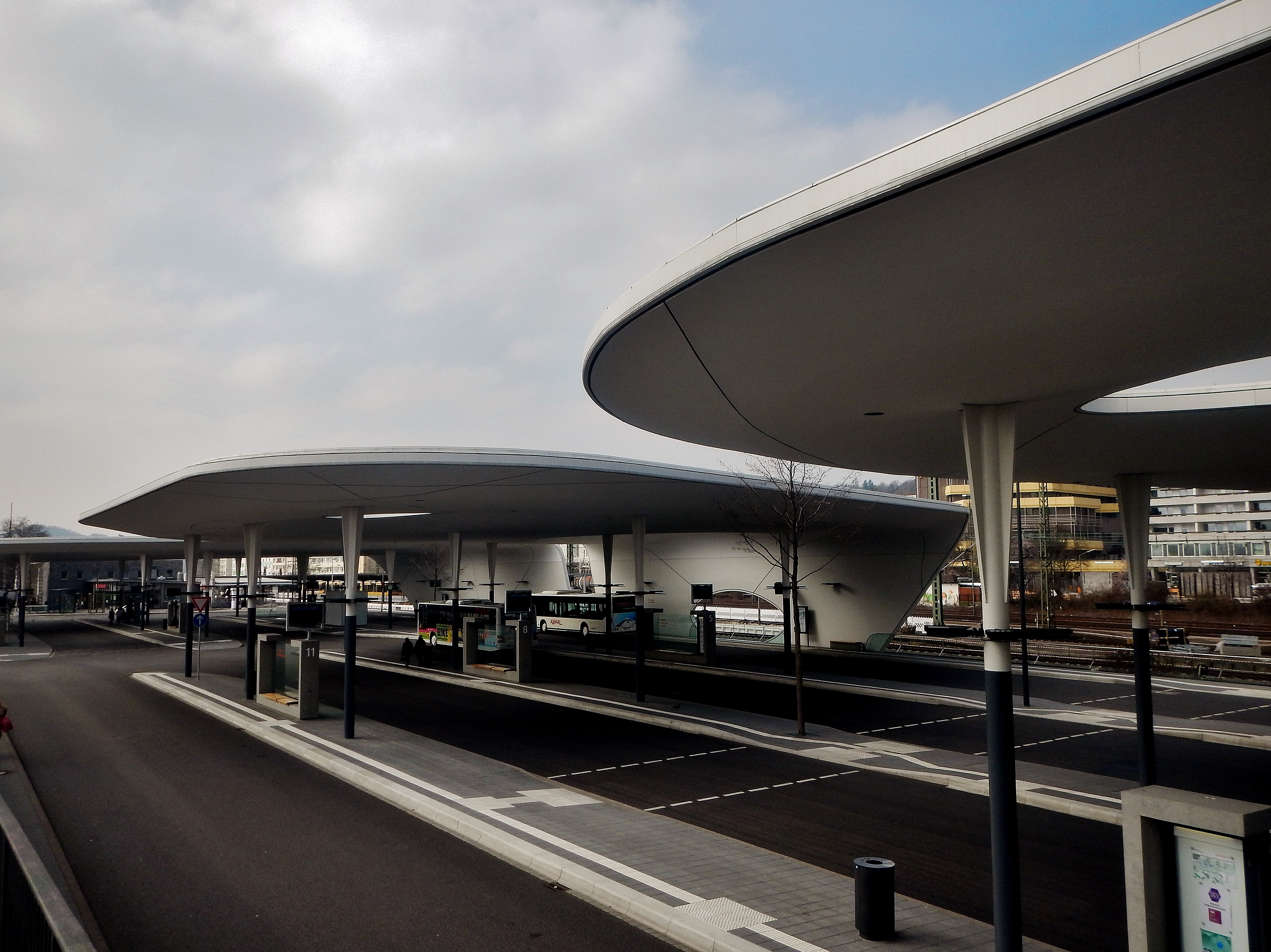
Der Busbahnhof Pforzheim, zentraler Umsteigepunkt im Verkehrsverbund

Der Verkehrsverbund Pforzheim-Enzkreis (VPE) ist ein Tarifverbund aus der baden-württembergischen kreisfreien Stadt Pforzheim und aus dem Landkreis Enzkreis, gegründet am 1. Juni 1997, um dort für einen einheitlichen ÖPNV-Tarif zu sorgen. Auf einer Fläche von ca. 938 km² leben etwa 400.000 Personen, gibt es 40 Bahnhöfe und ca. 1.400 Bushaltestellen. Die jährliche Verkehrsleistung beträgt ca. 12,5 Mio. Fahrzeugkilometer. Am Verbund sind 20 Verkehrsunternehmen beteiligt, die 2005 mehr als 40 Mio. Fahrgäste befördert haben. Auf den Schienenstrecken im VPE werden die Zeitkarten des Karlsruher Verkehrsverbundes akzeptiert, nicht jedoch die Einzelkarten; für Tageskarten des KVV ist ein Aufpreis nötig (RegioSpezial).

Altes Logo

Das Gebiet des Verkehrsverbundes grenzt an folgende Nachbarverbünde an: Heilbronner Verkehrsverbund, Karlsruher Verkehrsverbund, Verkehrs- und Tarifverbund Stuttgart und Verkehrsgesellschaft Bäderkreis Calw.
Fahrscheine können digital über den DB Navigator oder über Handyticket Deutschland. Fahrplanauskünfte können über den DB Navigator, die Website „VPE mobi“ oder die bwegt-Website und App eingeholt werden.
Der Verbund gehört zum Geltungsbereich des Metropoltickets Stuttgart und des RegioXTicket.

## Verkehrsunternehmen im VPE
Folgende 20 Verkehrsunternehmen sind im VPE unterwegs:
- Albtal-Verkehrs-Gesellschaft mbH (AVG)
- Arverio Baden-Württemberg GmbH
- Binder Reisen GmbH
- Regionalverkehr Alb-Bodensee GmbH (RAB)
- DB Regio AG
- Klingel GmbH Omnibusverkehr & Reisen
- Müller-Reisen GmbH & Co. KG
- Omnibusverkehr Engel GmbH
- Reise- und Verkehrsgesellschaft Seitter GmbH & Co. KG
- Richard Eberhardt GmbH
- RVS Regionalbusverkehr Südwest GmbH (SüdwestBus)
- Seiz Reisen GmbH
- Stadtverkehr Mühlacker – Stadtwerke Mühlacker GmbH
- SWEG Bahn Stuttgart GmbH
- SWEG Bus Pforzheim GmbH
- Wolf Reisen GmbH
- VPO Verkehrs- und Beratungsgesellschaft privater Omnibusunternehmen mbH
- Klingel & Seiz Busverkehr GbR
- Friedrich Müller Omnibusunternehmen GmbH

### SPNV-Betreiber im VPE
Im VPE agieren vier Eisenbahnverkehrsunternehmen:
| Betreiber                    | Linien                        |
| ---------------------------- | ----------------------------- |
| Albtal-Verkehrs-Gesellschaft | S 5 S 51 S 6                  |
| Arverio Baden-Württemberg    | RE 1                          |
| SWEG Bahn Stuttgart          | MEX 17a RE 17b MEX 17c RB 17c |
| DB Regio                     | RB 74                         |

## Städte und Gemeinden im VPE
- Birkenfeld
- Heimsheim – gehört auch zum Verkehrs- und Tarifverbund Stuttgart -
- Illingen
- Ispringen
- Keltern
- Knittlingen – gehört auch zum Karlsruher Verkehrsverbund –
- Maulbronn
- Mühlacker
- Niefern-Öschelbronn
- Ölbronn-Dürrn
- Pforzheim
- Remchingen – gehört auch zum Karlsruher Verkehrsverbund –
- Straubenhardt
- Vaihingen
- Eisingen
- Königsbach-Stein
- Engelsbrand
- Friolzheim
- Kämpfelbach
- Kieselbronn
- Mönsheim
- Neuenbürg
- Neuhausen
- Neulingen
- Ötisheim
- Sternenfels
- Tiefenbronn
- Wiernsheim
- Wimsheim
- Wurmberg

## Perspektiven
Aufgrund der Anzahl von 19 Verkehrsverbünden in Baden-Württemberg und der geringen Größe wird die Ausrichtung und der Fortbestand des VPE seit geraumer Zeit diskutiert. Im Zusammenhang mit Problemen bei einer Buslinienvergabe wurde im Juli 2021 im Pforzheimer Gemeinderat von der FDP und den Grünen der Antrag eingebracht, der aufgrund seiner kleinen Struktur „nicht mehr zeitgemäße und überforderte VPE“ solle in einem der beiden Nachbarverbünde KVV oder VVS aufgehen. Wobei es auch Stimmen von Verkehrsbetrieben gab, dass die Probleme bei der Vergabe nicht auf den VPE zurückzuführen seien.
Im Januar 2022 regten die CDU-Fraktionen des Pforzheimer Gemeinderates und des Kreistags des Enzkreises an, auch weitere Varianten zu prüfen, zum Beispiel einen „Nordschwarzwald-Rhein-Verbund“, der die jetzigen Verbünde VPE, Tarifgemeinschaft Ortenau (TGO), Verkehrsgemeinschaft Kreis Freudenstadt (vgf) und Kreis Calw (VGC) sowie den KVV umfassen könnte. Eine Fusion mit benachbarten Verbünden wird auch vom Verkehrsclub Deutschland (VCD) seit Jahren gefordert.
Im Februar 2025 unterzeichneten die Gesellschafter von VPE und KVV eine Absichtserklärung über den Beitritt des VPE zum KVV.